# Док си ти спавао
Док си ти спавао (енгл. While You Were Sleeping) је америчка романтична драма из 1995. године са Сандром Булок у главној улози. Булокова је за овај филм добила своју прву номинацију за Златни глобус за најбољу главну глумицу. То је у ствари био филм који је представљао одскочну даску у њеној каријери.